# Dankar
Dankar Indústria e Comércio de Veículos Ltda. war ein brasilianischer Hersteller von Automobilen.

## Unternehmensgeschichte
Das Unternehmen aus Rio de Janeiro begann 1978 mit der Produktion von Automobilen. Der Markenname lautete Dankar. 1984 endete die Produktion.

## Fahrzeuge
Zunächst entstanden einzelne Sportwagen aus Basis des VW Brasília.
Ende 1979 wurde der Squalo vorgestellt. Die Basis bildete ein Zentralrohrrahmen. Darauf wurde eine zweisitzige Karosserie aus Kunststoff montiert. Zunächst gab es nur ein Coupé, später auch eine Version mit Targadach. Ein Vierzylindermotor vom VW Passat mit 1600 cm³ Hubraum trieb die Fahrzeuge an. Er war hinter den Sitzen in Mittelmotorbauweise montiert. Von diesem Modell entstanden weniger als 36 Fahrzeuge, von denen zwei exportiert wurden.
Im Dezember 1981 kam die Limousine Julia dazu. Dies war ein Umbau des VW Passat.